# Bieria-Maii jezici
Bieria-Maii jezici, malena skupina epi jezika, šire sjeverne i centralne vanuatske skupine, kojim govori oko 200 ljudi na otoku Epi u Vanuatuu. 
Obuhvaća dva jezika po kojima je ovaj skup jezika dobio ime, to su bieria [brj] s 25 govornika (Lynch and Crowley 2001), kojemu prijeti izumiranje, i maii [mmm] sa 180 govornika (Lynch and Crowley 2001).

## Vanjske poveznice
- Ethnologue (14th)
- Ethnologue (15th)